# Top Goon
«Top Goon» (укр. «Найкращий громило») — одинадцята серія тридцять четвертого сезону мультсеріалу «Сімпсони», прем'єра якої відбулась 11 грудня 2022 року у США на телеканалі «Fox».

## Сюжет
Біля таверни Мо і Король Тут, власник сусідньої крамниці, використовує свій новий листодув, щоб дратувати Мо. Потім Тут розповідає, що він здобув трофей за те, що дитяча хокейна команда, яку Тут тренував і спонсорував, виграла чемпіонат. Мо десять місяців не може з цим змиритися, тож наступного року він вирішує тренувати хокейну команду «Bar Flyers», найкращим гравцем якої є Барт. Під час їхньої першої гри проти команди Тута, Барта атакують більші суперники, і «Bar Flyers» програють.
Дорогою додому після програшу розчарований Мо помічає, як Нельсон Мюнц знущається над Мартіном. Трохи подивившись це, Мо запитує Нельсона, чи не хоче він приєднатися до хокейної команди як громило, гравець, який захищає найкращого бомбардира команди. Нельсон налаштований скептично, але Мо залишає йому розклад ігор команди.
Під час наступної гри «Bar Flyers» Барта знову побивають. Неочікувано на лід виходить Нельсон і б'є суперників, що призводить до перемоги «Bar Flyers». Однак рефері дискваліфікував команду, оскільки Нельсон не в хокейній формі, що суперечить правилам. Мо каже Нельсону, що попри все він чудово впорався.
Згодом Мо відводить хлопчика до «Академії найкращих громил» для вдосконалення навичок. В академії Нельсона вчать, що він повинен завжди захищати свого основного, яким у його випадку є Барт. Через деякий час тренуючись із тренерами Стю Грімсоном, Дейвом Шульцем і Тайгером Вільямсом, Нельсон стає найкращим громилом у групі, а Мо приходить на випускний.
У наступній грі з допомогою Нельсона команда отримує легку перемогу. Вони святкують у піцерії, де Барт жартівливо пише Мо. Побачивши це, Нельсон дратується на Барта за те, що він знущався над тренером, однак вагається, бо Барт — його основний. Однак не витримавши знущань над тренером Нельсон вирішує, що його головним є Мо, а не Барт і б'є останнього об стіну ресторану. В результаті Барт ламає руку. Мо сердиться на Нельсона за травму їхнього найкращого бомбардира і виганяє його з команди. Відчуваючи, що він просто бандит, Нельсон йде до громил Жирного Тоні, щоб приєднатися до Спрінґфілдської мафії…
Перед чемпіонатом і грою проти команди Тута Мо йде до місіс Мюнц, щоб вибачитися перед Нельсоном. Коли місіс Мюнц каже Мо, що Нельсон вважав його своїм головним, Мо розуміє, що хлопчик просто заступився за нього і йде його шукати. Зрештою, Мо знаходить Нельсона та мафію в готелі, де мафія збиралася змусити Нельсона побити боржника. З'ясувавши, що боржником є Король Тут, Мо все ж відмовляє Нельсона, оскільки таким чином хлопчик занапастить свою душу.
У фінальній сцені повертаючись до таверни, Мо розбиває вітрину крамниці Короля Тут і краде хокейний трофей, щоб віддати Нельсону.
У сцені під час титрів Барту кажуть, що йому потрібно буде проходити фізіотерапію протягом наступних чотирьох місяців, що дратує Гомера, який мусить возити сина.

## Культурні відсилання та цікаві факти
- Назва серії — відсилання до фільму 1986 року «Top Gun» (укр. «Найкращий стрілець»), а сюжет ― до фільму 1977 року «Slap Shot» (укр. «Удар по воротах»)[1][2].
  - У фінальній сцені звучить пісня «Through the Fire», саундтрек фільму «Top Gun»[1].
- На Хелловін у таверні Мо Барні одягнений як Варіо із серії ігор про Маріо, Карл одягнений як Людина-павук, а Ленні ― як персонаж із «Гри в кальмара»[3].
- В «Академії найкращих громил» Тайгер Вільямс також викладає роман Тоні Моррісон «Кохана»[2].
- Під час монтажу навчання Нельсона в академії звучить «Хокейна пісня» Тома Коннорса[4].

## Ставлення критиків і глядачів
Під час прем'єри серію переглянули 3,42 млн осіб, з рейтингом 1.0, що зробило її найпопулярнішим шоу на каналі «Fox» тієї ночі.
Тоні Сокол з «Den of Geek» дав серії п'ять з п'яти зірок, сказавши:
|  | Серія замінює щорічну різдвяну серію «Сімпсонів», щорічну кульмінацію будь-якої пори року, але має таку саму якість, а повідомлення надзвичайно надихає. Це історія-застереження, загорнена в п'єсу моралі, яка лунає через свинцеву трубу. Основний урок добре відповідає стандартам Спрінґфілдської спільноти: красти набагато солодше, ніж заробляти або вигравати, і в темряві Ви можете вкрасти все, що завгодно. |

Водночас, Метью Свінґовскі із сайту «Bubbleblabber» оцінив серію на 6/10, сказавши:
|  | Серія містить базову історію, яка насправді не ризикує. Цей епізод є досить стандартним поглядом на історію «проблемна дитина зустрічається з проблемним батьком». На щастя для сценаристів, поєднання Мо та Нельсона працює добре. Розвиток їхніх стосунків відбувається природно, і це те, від чого глядачі можуть справді відставати. На жаль, решті епізоду не вистачало тієї ж ніжної любові та турботи… Це була гідна спроба, але немає нічого такого, чого шанувальники Сімпсонів не бачили раніше. |

Згідно з голосуванням на сайті The NoHomers Club більшість фанатів оцінили серію на 3/5 із середньою оцінкою 3,44/5.